# Néstor Lorenzo
Néstor Gabriel Lorenzo (født 26. februar 1966 i Buenos Aires, Argentina) er en tidligere argentinsk fodboldspiller (forsvarer).
Han spillede på klubplan blandt andet for Argentinos Juniors, Bari, Swindon, San Lorenzo, Banfield, Ferro Carril Oeste og Boca Juniors.
Lorenzo spillede desuden 13 kampe for det argentinske landshold. Han deltog ved VM i 1990 i Italien, hvor argentinerne vandt sølv. Han spillede i to af argentinernes kampe under turneringen. Han var også med til at vinde sølv ved OL i 1988 i Seoul.